# Johannes Grimelund

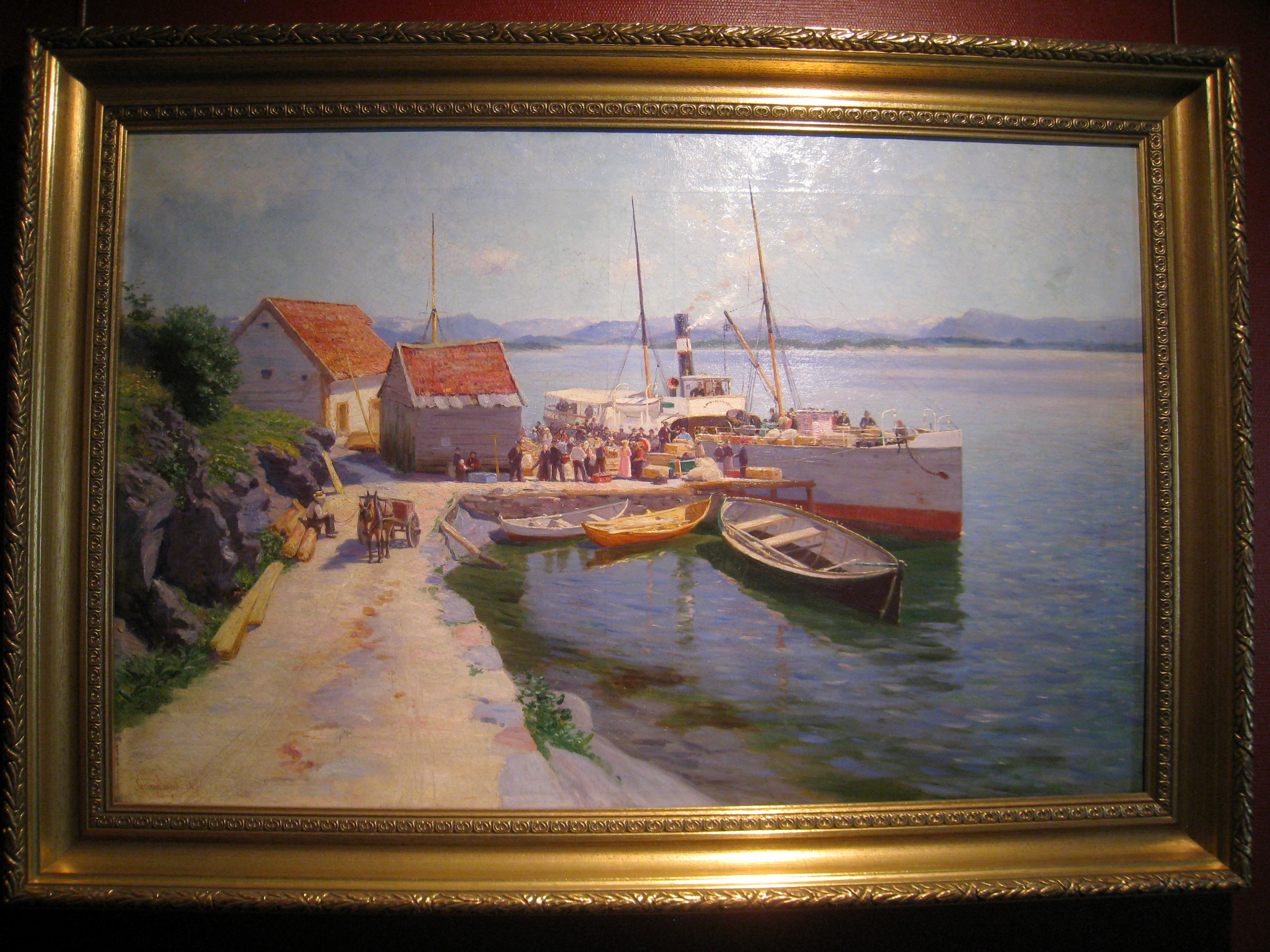
Johannes Grimelund Lokalbåten ved kai.

Johannes Martin Grimelund, född 1842 i Kristiania, död den 25 oktober 1917 i Garches (Frankrike), var en norsk målare, son till biskop Andreas Grimelund.
Grimelund studerade i sin hemstad samt i Düsseldorf, Karlsruhe och Paris. Han målade förtjänstfulla landskap från Norge, Frankrike och andra länder: Sommarmorgon i björkskogen, Antwerpens hamn , Fiskarboningar på Lofoten (Luxembourgmuseet i Paris). 